# Newton-in-the-Isle
Newton-in-the-Isle est une paroisse civile et un village du Cambridgeshire, en Angleterre.